# Кавассо-Нуово
Кавассо-Нуово (итал. Cavasso Nuovo) — коммуна в Италии, располагается в регионе Фриули-Венеция-Джулия, в провинции Порденоне.
Население составляет 1620 человек (2008 г.), плотность населения составляет 140 чел./км². Занимает площадь 10 км². Почтовый индекс — 33092. Телефонный код — 0427.
Покровителем коммуны почитается святой Ремигий, празднование 1 октября.

## Демография
Динамика населения:

## Администрация коммуны
- Официальный сайт: http://www.comune.cavassonuovo.pn.it/ Архивная копия от 17 октября 2010 на Wayback Machine